# اچ‌ام‌اس لینکلن (اف۹۹)
اچ‌ام‌اس لینکلن (اف۹۹) (به انگلیسی: HMS Lincoln (F99)) یک کشتی بود که طول آن ۳۴۰ فوت (۱۰۰ متر) بود. این کشتی در سال ۱۹۵۹ ساخته شد.